# Victor Kiplangat
Victor Kiplangat (10 novembre 1999) è un maratoneta e fondista di corsa in montagna ugandese, vincitore della maratona ai mondiali di Budapest 2023 e campione mondiale di corsa in montagna nel 2017.

## Palmarès
| Anno | Manifestazione                | Sede       | Evento         | Risultato | Prestazione | Note                          |
| ---- | ----------------------------- | ---------- | -------------- | --------- | ----------- | ----------------------------- |
| 2016 | Mondiali U20                  | Bydgoszcz  | 5000 m piani   | 18º       | 14'21"22    |                               |
| 2017 | Mondiali di cross             | Kampala    | Corsa U20      | 18º       | 24'29"      |                               |
| 2017 | Mondiali di corsa in montagna | Premana    | Corsa seniores | Oro       | 52'31"      |                               |
| 2018 | Mondiali U20                  | Tampere    | 10000 m piani  | 6º        | 28'42"77    | Miglior prestazione personale |
| 2018 | Mondiali di corsa in montagna | Malaga     | Corsa seniores | Bronzo    | 55'54"      |                               |
| 2022 | Giochi del Commonwealth       | Birmingham | Maratona       | Oro       | 2'10"55     |                               |
| 2023 | Mondiali                      | Budapest   | Maratona       | Oro       | 2h08'53"    |                               |
| 2024 | Giochi olimpici               | Parigi     | Maratona       | 37º       | 2h11'59"    |                               |

## Campionati nazionali
2019
- 6º ai campionati ugandesi, 10000 m piani - 28'48"10

## Altre competizioni internazionali
2017
- 6º alla Mezza maratona di Bucarest ( Bucarest) - 1h03'21"

2018
- 4º alla Mezza maratona di Kampala ( Kampala) - 1h03'58"

2019
- 6º alla Mezza maratona di Lilla ( Lilla) - 1h00'44"
- Bronzo alla Mezza maratona di Bucarest ( Bucarest) - 1h01'26"
- 10º alla Zevenheuvelenloop ( Nimega), 15 km - 43'27"

2020
- 7º alla Mezza maratona di Delhi ( Nuova Delhi) - 59'26"
- 7º alla Mezza maratona di Barcellona ( Barcellona) - 1h01'04"

2021
- Oro alla Maratona di Istanbul ( Istanbul) - 2h10'18"

2022
- 4º alla Maratona di Amburgo ( Amburgo) - 2h05'09"

2024
- 15º alla Maratona di Tokyo ( Tokyo) - 2h07'44"